# قناة إن بي أو 2
قناة أن بي أو 2 (سابقاً Nederland 2 تنطق بالهولندية: [ˌneːdərlɑnt ˈtʋeː] حتى 2014) هي أول قناة تليفزيونية وطنية في هولندا، تم إطلاقها في 1 أكتوبر 1964.

## معرض صور